# Hydromac
La société HYDROMACH S.p.A. a été créée en 1965 par les frères Carlo et Mario Bruneri et a été un très important constructeur de matériels de travaux publics, notamment de pelles mécaniques hydrauliques, reconnaissable à sa couleur "verde ramarro" vert pâle, couleur peu courante pour un engin de travaux publics.
Actuellement, la société est intégrée dans la division New Holland Construction du groupe CNH Global, filiale de Fiat Group S.p.A..

## Histoire
Depuis que les pelles mécaniques existaient, elles fonctionnaient avec des câbles qui assuraient la transmission des mouvements du bras et du godet. Ces pelles ne pouvaient fonctionner qu'en butte.
C'est à Turin, en 1930, que les frères Carlo et Mario Bruneri, commencent leur activité en construisant des bennes basculantes des 3 cotés (tri bennes) pour les camions de chantier.
Après une interruption en raison de la Seconde Guerre mondiale, ils reprennent leurs activités industrielles. En 1948, ils conçoivent et construisent un prototype de pelle mécanique, qu'ils pensent pouvoir utiliser comme une chargeuse frontale (godet en butte), avec un système de vérins alimentés par une pompe hydraulique. Ils améliorent sans cesse la conception des pièces principales pour augmenter la fiabilité de ce prototype sur roues et obtiennent son homologation pour un déplacement limité sur route. En septembre 1951, la société Ditta Carlo & Mario Bruneri Fratelli Torino obtient l'attestation internationale du brevet d'invention du 1er "Excavateur hydraulique", la pelle mécanique actuelle.
En 1954, ils cèdent une licence de fabrication à la société française SICAM qui fabriqua cet engin et le rebaptisa "Jumbo", très souvent utilisé pour creuser les tunnels routiers et ferroviaires dans le monde entier. SICAM réalisait avec cet engin, la première pelle mécanique hydraulique française. Les expériences accumulées avec cet engin et l'écho des exploits dévoilés par la presse ont largement contribué au succès commercial et à la large diffusion des pelles hydrauliques sur tous les chantiers du monde. Des licences de fabrication ont été cédées aux grands constructeurs comme Drott (États-Unis), Mitsubishi (Japon), Priestman (Angleterre) ou Tusa (Espagne). En 1963, l'usine des frères Bruneri fêtait la sortie du 1.000ème "Yumbo".
En 1957, ils créent la première pelle mécanique hydraulique pivotante sur son châssis. Précédemment, les pelles mécaniques étaient, comme celles à câbles, fixes.
Malheureusement, en 1965, les enfants des deux frères fondateurs décident de séparer leur activité. Ainsi sont nées les sociétés SIMIT S.p.A. et HYDROMAC S.p.A.. Toutes deux concevant et fabriquant des pelles mécaniques hydrauliques.
Les productions SIMIT, reconnaissables à leur couleur jaune et noir, étaient réputées pour leur très haute qualité, leur fiabilité et robustesse. Les utilisateurs ont toujours apprécié les innovations techniques comme le cylindre de positionnement du bras qui en fait lui procurait une troisième articulation. La société SIMIT a été rachetée et intégrée dans Fiat MMT en 1969.
La société HYDROMAC SpA s'est, quant à elle, orientée vers une gamme plus simple techniquement et a conservé sa traditionnelle couleur verte. La production qui était de 100 unités en 1965 passe à 300 en 1970 et atteint 720 unités en 1975. En 1976, elle a dépassé les 750 unités dont plus de 300 exportées. L'effectif de la société était de 650 salariés répartis sur les deux sites de l'entreprise, Turin San Mauro et Trino Vercellese.
Les années 1970 portent les matériels HYDROMAC au sommet de la réussite. Présent dans 27 pays dans le monde, le constructeur italien propose une gamme d'engins allant de 75 à 220 Ch DIN avec des godets de 700 à 2.500 litres. Les machines pouvaient être équipées de plusieurs moteurs selon le choix du client, parmi les meilleurs du moment: Fiat, Perkins, Deutz mais également Scania, Man ou même Rolls-Royce, selon les marchés de destination et des réseaux de SAV locaux de ces marques.
La réponse des concurrents qui font leur révolution technologique avec les brevets de l'hydraulique ne tarde pas. HYDROMAC connait alors une évolution avec des hauts et des bas malgré la réalisation de deux modèles excellents, les H150 et H180, dessinés par le grand maître du design Pininfarina et qui marquent une nouvelle référence dans la conception optimale des cabines des pelles mécaniques modernes. HYDROMAC se démarque encore avec le lancement de la pelle hydraulique H270, le modèle le plus puissant jamais construit par la société et avec l’H20, la première mini-pelle “made in Turin” de 1,7 tonne. En 1983, la société est reprise par le groupe River SpA puis, à la suite de la crise de la construction des années 1990 et la forte concurrence asiatique cessera toute activité malgré plusieurs rachats et plans de sauvetage, en 1996.

## HYDROMAC Máquinas Argentine
L'histoire d'HYDROMAC se poursuit en Argentine, à Don Torcuato dans l'Etat de Buenos Aires où les engins de travaux publics de la marque de couleur verte continuent à vivre.
La société argentine a été créée en 1977 sous un autre nom. Elle est devenue importatrice de la marque italienne HYDROMAC en 1991 et a modifié sa raison sociale en HYDROMAC Máquinas SA.
C'est en 1997, après la disparition de la société du constructeur italien que HYDROMAC Máquinas SA a racheté les droits et licences pour fabriquer les pelles mécaniques hydrauliques italiennes HYDROMAC en Argentine dans son usine de Don Torcuato. HYDROMAC Máquinas SA est actuellement le seul fabricant de pelles mécaniques HYDROMAC.
Les premiers modèles mis en production ont été baptisés Turbo America 125 de 21 tonnes et Turbo America 155 de 25 tonnes. Ces deux machines ne sont pas des copies mais deux vraies machines originales HYDROMAC issues de projets italiens mais actualisées avec un système hydraulique Load Sensing.
La gamme Linea 2010 du constructeur chinois XCMG est venue compléter l'offre mais arbore la couleur verte traditionnelle de la marque italienne.
Les accords de synergie avec le constructeur chinois ont permis de développer la marque argentine avec des modèles de graders et pelles mécaniques sur pneus.
HYDROMAC Máquinas SA diffuse également la gamme des produits du constructeur italien Fiori Group : mini dumpers, mini malaxeurs fixes ou articulés de 1,1 à 5,5 m3 de béton.

## Sources
- (it) Verde ramarro Histoire de SIMIT SpA et HYDROMAC SpA
- (it) Histoire d'HIDROMAC devenue HYDROMAC SpA

### Entreprises italiennes de génie-civil
- Classement des plus grandes entreprises italiennes
- Liste de constructeurs d'engins de génie civil